# 鄭謙
鄭 謙（てい けん）は中華民国の政治家、軍人。北京政府、奉天派で事務方をつとめた人物である。字は鳴之。

## 事跡
日本に留学し、法政大学を卒業した。その後、雲貴総督署参事、憲政籌備処参事、安徽国税庁籌備処坐弁、皖北税務局局長を歴任した。
1917年（民国6年）6月、黒竜江督署秘書長に就任する。同年11月、同省政務庁庁長に異動した。1920年（民国9年）、北京政府陸軍部参事に任命される。1922年（民国11年）、奉天派の張作霖の下で東三省保安司令部秘書長となった。
1925年（民国14年）2月、江蘇省省長に任命され、8月に一時的に江蘇督弁を兼任した。まもなく、楊宇霆が江蘇督弁となり、鄭謙は省長専任となっている。直隷派の孫伝芳に楊が敗北すると、同年12月に鄭も辞任に追い込まれた。
1926年（民国15年）、顔恵慶内閣で内務総長に任命されたが、実際には就任しなかった。まもなく、安国軍司令部秘書長に任命されている。張作霖爆殺後に張学良が後継した後も、1928年（民国17年）7月に東北保安司令部秘書長を引き続きつとめている。
1929年（民国18年）1月28日、瀋陽で病没。享年54。